# Muhamed Bešić
Muhamed Bešić (ur. 10 września 1992 w Berlinie) – bośniacki piłkarz występujący na pozycji obrońcy w angielskim klubie Evertonie F.C.

## Kariera klubowa
Bešić jako junior grał w zespołach SpVgg Tiergarten 58, Reinickendorfer Füchse, Tennis Borussia Berlin oraz Hamburger SV, do którego trafił w 2009 roku. W połowie 2010 roku został włączony do jego rezerw, grających w Regionallidze Nord. W listopadzie 2010 roku został przesunięty do pierwszej drużyny HSV, występującej w Bundeslidze. W tych rozgrywkach zadebiutował 12 listopada 2010 roku w przegranym 0:2 pojedynku z Borussią Dortmund.

## Kariera reprezentacyjna
W 2010 roku Bešić zadebiutował w reprezentacji Bośni i Hercegowiny U-21, a 17 listopada tego samego roku w pierwszej reprezentacji Bośni i Hercegowiny w wygranym 3:2 towarzyskim meczu ze Słowacją.